# Wang Yue
Wang Yue (en xinès: 王玥, en pinyin: Wáng Yuè; nascut el 31 de març de 1987) és un jugador d'escacs xinès, que té el títol de Gran Mestre des de 2004, quan va esdevenir el 18è Gran Mestre de la Xina, a 17 anys.
L'octubre de 2007, Wang va esdevenir el primer jugador xinès, i el tercer asiàtic, en travessar la barrera dels 2700 punts Elo. L'octubre de 2008, va arribar fins al lloc número 11 al rànquing mundial, el més elevat d'un jugador xinès en tota la història.
Tot i que roman inactiu des del gener de 2020, a la llista d'Elo de la FIDE de l'abril de 2023, hi tenia un Elo de 2669 punts, cosa que en feia el jugador número 7 de la Xina, i el número 78 del rànquing mundial. El seu màxim Elo va ser de 2756 punts, a la llista de novembre de 2010 (posició 11 al rànquing mundial).

## Resultats destacats en competició
Wang Yue va néixer a Taiyuan, província de Shanxi, i va aprendre a jugar als escacs a quatre anys. Cada dia, observava la gent com jugava a xiangqi al carrer. A cinc anys, va començar a rebre entrenament, i va fer ràpids progressos. A 9 anys, va formar part de l'equip nacional juvenil, i va guanyar la Copa Li Chengzhi (李成智).
De de 2004, ha estat membre dels equips xinesos participants en les olimpíades d'escacs, conjuntament amb d'altres destacats GMs com ara Ni Hua, Bu Xiangzhi, Wang Hao i Li Chao.
El 2005, va esdevenir el campió d'escacs de la Xina més jove de la història. El mateix any va guanyar també el campionat juvenil de la Xina. Ha participat representant la Xina en diversos enfrontaments per equips, com ara contra els Estats Units (2002), Rússia (2004, 2006, 2007, 2008, 2009), França (2006) i la Gran Bretanya (2007).
El febrer de 2007 va guanyar, empatat a punts amb altres cinc jugadors, el colossal obert de Cappelle-la-Grande superant 93 Grans Mestres i 80 Mestres Internacionals (amb un total de 608 jugadors), i va creuar la barrera dels 2700 Elo (essent el primer xinès a fer-ho).
Entre març i desembre de 2008, Wang Yue va aconseguir jugar 85 partides consecutives sense cap derrota, una de les sèries més llargues que es recorda. La sèrie de partides sense derrota va començar a la segona ronda de l'obert de Reykjavík i va acabar a la primera ronda del tercer torneig del Grand Prix de la FIDE 2008–2009.

## 1999–2006: etapa juvenil

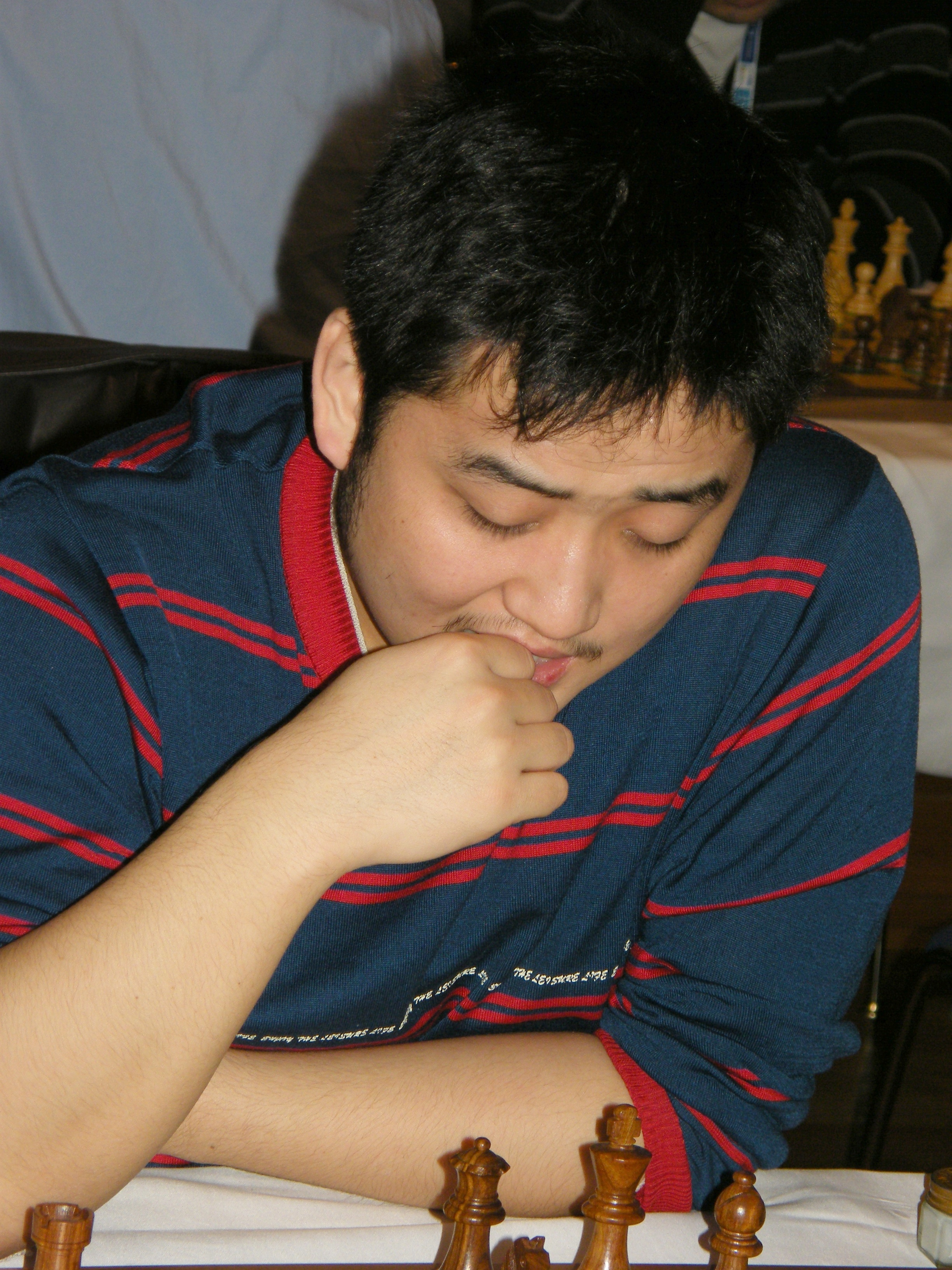
Wang Yue a la 38a olimpíada d'escacs, a Dresden, Alemanya, el novembre de 2008.

El 1999, Wang es proclamà campió del món Sub-12 a Orpesa.
El 2000 fou segon al campionat del món Sub-14, també a Orpesa, rere Oleksandr Aresxenko. Aquell any, a Artek, Ucraïna, i també el 2002 a Kuala Lumpur, Malàisia, va representar l'equip nacional xinès a les Olimpíades Sub-16. El 2000, l'equip fou 9è, amb Wang puntuant 6.0/9 (+4 −1 =4) amb una performance de 2430. El 2002 l'equip va guanyar la medalla d'or i ell va assolir la medalla d'or individual al primer tauler amb l'espectacular resultat de 8.5/10 (+7 −0 =3) amb una performance de 2657. El seu company d'equip Zhao Jun també ho va fer molt bé, amb una puntuació del 80% al segon tauler.
El juliol-agost de 2002, al segon matx Xina–USA disputat a Xangai, Wang va puntuar 2.5/4 (+1 −0 =3) amb una performance de 2526. Va jugar contra Hikaru Nakamura un cop, a la darrera ronda, en una partida que acabà en taules, i les tres partides restants contra Vinay Bhat. La Xina va guanyar per un marcador global de 20½–19½.
L'abril de 2004, Wang puntuà un elevadíssim 9.0/11 al campionat masculí de la Xina per equips a Jinan, i el desembre de 2005, aconseguí el campionat de la Xina amb 12.5/18 punts, a Beijing. L'agost d'aquell any, al 2n matx Xina-Rússia a Moscou, Wang va puntuar 3.0/6 (+1 −1 =4) amb una performance de 2670 (la Xina va guanyar el matx per 37.5–34.5). A continuació, fins a final d'octubre, quan va esdevenir Mestre de la FIDE, va competir a la 36a Olimpíada a Calvià, Mallorca i hi va puntuar 8.0/12 (+5 −1 =6) al primer tauler reserva, amb una performance de 2621. L'equip va acabar en 24è lloc, i Wang acabà el 16è en la classificació individual per taulers. En aquesta competició hi va obtenir la seva tercera norma de Gran Mestre i va esdevenir el Gran Mestre més jove de la Xina.
Entre el 18 i el 23 de desembre va jugar el memorial Tigran Petrossian a ICC, en què les partides començaven a les 12:00 del migdia a París, a les 14:00 a St. Petersburg, a les 15:00 a Erevan i a les 19:00 a Beijing. Cada país s'enfrontava als altres dos cops, per un total de sis rondes. Es feia servir el sistema de control de temps de Fischer (1 hora i 30 minuts més 15 minuts addicionals a la jugada 40, amb 30 segons d'increment després de cada moviment). Xina va guanyar el torneig, amb una gran actuació de Wang Yue a la ronda final, ja que va vèncer Vadim Zviàguintsev per empatar el matx i guanyar el torneig pels xinesos (que havien jugat amb els GM Bu Xiangzhi 2615, GM Ni Hua 2611, GM Zhang Zhong 2596, i GM Wang Yue 2536).
El febrer de 2005, va puntuar 5.5/9 a l'Aeroflot Open. L'abril, va puntuar 6.0/9 a l'obert de Dubai, el qual va guanyar el seu compatriota de només 16 anys Wang Hao. El juliol, fou tercer al desempat amb 6.5/11 (+3 −1 =7) a la 2a Copa GM Hotel Sanjin International de Taiyuan (el torneig el guanyà Pendyala Harikrishna amb 8.5/11 un punt per davant d'Aleksandr Motiliov). L'octubre, també fou tercer amb 6.5/9 al 5è Campionat Individutal de l'Àsia a Hyderabad, Índia (el campió fou Zhang Zhong). El novembre, fou cinquè amb 8.5/13 al Campionat del món d'escacs juvenil a Istanbul (el campió fou Xakhriar Mamediàrov), i va arribar fins a la segona ronda a la Copa del món de la FIDE, després de superar Karèn Asrian en primera ronda, i perdre contra Ilia Smirin a la segona.

## 2006: Arriba als 2600 punts d'Elo
El febrer, va puntuar 4.5/9 a l'Aeroflot Open. El juny, a la 37a Olimpíada d'escacs a Torí, l'equip xinès, que partia en dotzena posició del rànquing inicial, hi acabà en segon lloc i guanyà la medalla de plata. Wang, al quart tauler, va acabar imbatut, amb 10.0/12 punts (8 victòries i 4 taules) i va guanyar la medalla d'or individual al quart tauler, així com una medalla d'argent individual per la seva performance de 2837 (la segona més alta de tots els jugadors, rere la del rus Vladímir Kràmnik).
Entre el 10 i el 22 de juliol, participà en un matx per sistema Scheveningen a Taiyuan, en què l'equip xinès va guanyar 36.5–35.5 contra un combinat estranger, amb Wang puntuant 6.5/12. Entre el 28 de juliol i el 7 d'agost, al 4t Memorial Marx György (Categoria 15, amb una mitjana Elo de 2622 segons els rànquings de juliol de 2006) celebrat a Paks, Hongria, Wang puntuà 5.0/10 (+1 −1 =8) i hi fou tercer empatat amb Zoltán Almási. El torneig el va guanyar Pendyala Harikrishna. Entre el 10 i el 20 d'agost, al 3r Matx Rússia-Xina a Ergun, Wang va puntuar-hi 5½/10 (+3 −2 =5) amb una performance de 2711. La Xina va guanyar el matx 51½–48½.
Entre el 4 i el 9 de setembré, al matx Xina - França (trofeu MULTICOMS) hi va puntuar 4.0/6 amb una performance de 2712, la més alta de la competició. El 7 de setembre al 7è torneig de Joves Mestres de Lausanne, hi fou segon, després de perdre contra Maxime Vachier-Lagrave el playoff final a ràpides. L'octubre, acabà sisè amb 8.5/13 al Campionat del Món Júnior celebrat a Erevan (el campió fou Zavèn Andriassian).
El desembre, als Jocs Asiàtics de Doha, l'equip xinès hi va ser argent, amb Wang al segon tauler i puntuant 6.0/9 (+4 −1 =4) amb una performance de 2647.

## 2007: Arriba als 2700 punts
El febrer, empatà al segon lloc amb 6.5/9 a l'Aeroflot Open de Moscou. El març, va guanyar dos oberts a França, el de Calvi (6.0/7) i el de Cappelle la Grande – aquest darrer amb 87 GMs, 81 MIs i 465 jugadors amb rànquing FIDE – al desempat, per damunt de cinc altres jugadors amb 7.0/9 punts, i una performance de 2784.
L'abril, va guanyar el Campionat Obert Internacional de les Filipines a la Badia de Subic amb 7.0/9 punts. El juliol de 2007, fou segon amb 5.0/8 al 4t torneig Sanjin Hotel Cup a Taiyuan. També el juliol, al 4t Torneig Scheveningen de Taiyuan, l'equip xinès va perdre 17–15 contra l'equip estranger; Vadim Zviàguintsev va puntuar 5.5/8, qui més en el torneig; Wang Yue va fer 5.0/8, el màxim anotador dels xinesos. Entre el 18 i el 31 d'agost, al 4t matx Xina-Rússia a Nijni Nóvgorod, Wang va puntuar-hi 5.5/10 (+2 −1 =7) amb una performance de 2714. La xina va guanyar el matx en el marcador general per 52.5–47.5. Entre el 3 i el 9 de setembre al matx Gran Bretanya - Xina a Liverpool, Wang puntuà 4.0/6 (+2 −0 =4) amb una performance de 2722. La xina va guanyar el matx per 28–20.
A la Copa del món de la FIDE a Khanti-Mansisk, el novembre, Wang va vèncer Aleksei Pridorozhni (1.5–0.5), Serguei Tiviàkov (2.5–1.5) i el seu compatriota Bu Xiangzhi (1.5–0.5), però finalment fou eliminat per Ivan Txeparínov (0.5–1.5) a la quarta ronda. El desembre, Wang fou segon al desempat al torneig Ciudad de Pamplona (Magistral A), un Categoria XVII, on va puntuar 4.0/7 (TPR 2695). El campió fou Francisco Vallejo Pons.

## 2008: Esdevé un jugador delTop 20

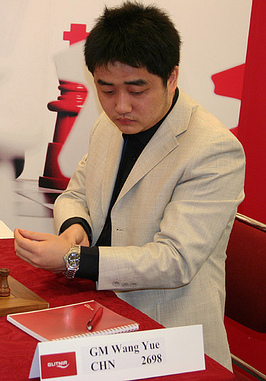
A l'Obert de Reykjavík, el març de 2008.

El gener, al 15è Campionat de l'Àsia per equips a Visakhapatnam, l'equip xinès va guanyar l'or, amb Wang fent 4.5/7 punts (+3 −1 =3) al primer tauler, amb una performance de 2534. El febrer, va puntuar 7.0/10 (+4 −0 =6) a l'obert Gibraltar Chess Festival on acabà 20è amb una performance de 2653. El març, Wang va acabar empatat al primer lloc a l'Obert de Reykjavík, conjuntament amb el seu compatriota Wang Hao (qui va guanyar al desempat) i Hannes Stefansson.
En el seu debut en un supertorneig l'abril-maig de 2008 al 1r FIDE Grand Prix de Bakú, va compartir el primer lloc amb Vugar Gaixímov i Magnus Carlsen, puntuant 8.0/13 (+3 −0 =10) amb una performance de 2806. Wang va tenir un desafortunat començament quan el seu vol des de Beijing el dia 18 es va endarrerir degut al mal temps i no va arribar a l'Azerbaitjan fins a la matinada del 21, i es va perdre la cerimònia d'obertura, a més d'haver d'enfrontar-se al millor del rànquing (Magnus Carlsen) amb negres més tard el mateix dia.
El juliol-agost de 2008, al 2n Grand Prix de la FIDE a Sotxi, empatà al tercer lloc amb Gata Kamsky amb 7.5/13 (+2 −0 =11; i una performance de 2765) darrere el campió Levon Aronian i el segon classificat, Teimur Radjàbov. Fou portada de la revista New in Chess el juliol de 2008 Arxivat 2013-01-29 at Archive.is. Entre el 20 i el 30 d'agost de 2008 a Amsterdam, Wang va guanyar l'NH Chess Tournament Arxivat 2008-08-21 a Wayback Machine.—"Estrelles emergents" (Wang, Cheparinov, Caruana, L'Ami, Stellwagen) vs. "Experiència" (Agdestein, Bareev, Ljubojević, Korchnoi, Jussupow)— amb 8.5/10 punts (+7 −0 =3; performance de 2892) tot mantenint-se imbatut. Mercès a aquesta victòria va guanyar una invitació pel Melody Amber de partides ràpides i a cegues de març de 2009 a Niça, i immediatament després d'haver guanyat les seves primeres sis partides, fou convidat per Jeroen van den Berg al Grup A del Torneig d'escacs Corus del gener de 2009.
El setembre de 2008 va participar en el 5è matx Rússia-Xina a Ningbo on va puntuar 3.0/5 (+1 −0 =4) amb una performance de 2767 (l'equip masculí el componien Li Chao, Wang Hao, Ni Hua i Bu Xiangzhi). China won the match 26–24.
Va participar en la primera edició del World Mind Sports Games a Beijing, entre el 3 i el 8 d'octubre de 2008. Aquell mateix mes, a Halkidiki, Grècia, va jugar per l'Economist SGSEU-1 Saratov a la 24a Copa Europea de clubs Arxivat 2009-02-20 a Wayback Machine. i hi puntuà 3.0/5 (+1 −0 =4).
El novembre de 2008, va jugar al primer tauler de l'equip xinès a la 38a Olimpíada a Dresden, Alemanya (6.5/10 (+3 −0 =7) amb una performance de 2773). L'equip va acabar finalment 7è.
Entre el 13 i el 29 de desembre de 2008, al 3r Grand Prix de la FIDE a Elistà, Russia – on hi va anar des de Doha, Qatar – hi acabà empatat als llocs cinquè-novè amb 6.5/12 (+2 −2 =9).